# Ion Popescu
Ion Popescu, ukr. Іван Васильович Попеску, trb. Iwan Wasylowycz Popesku (ur. 16 kwietnia 1964 w m. Nyżni Petriwce) – ukraiński filolog, działacz społeczny i polityk rumuńskiego pochodzenia, przewodniczący Rumuńskiej Wspólnoty Ukrainy.

## Życiorys
W 1986 ukończył studia na Czerniowieckim Uniwersytecie Państwowym, po czym pracował jako nauczyciel języka i literatury rosyjskiej w Kołomyi oraz asystent w katedrze języka rosyjskiego macierzystego uniwersytetu w Czerniowcach. W 1989 podjął studia aspiranckie na macierzystej uczelni. Pracę kandydacką napisał na temat rumuńsko-rosyjskiej dwujęzyczności oraz sytuacji językowej w południowej części obwodu czerniowieckiego (1993). W 2004 uzyskał tytuł zawodowy magistra politologii w Międzyregionalnej Akademii Zarządzania Personelem.
W kwietniu 1994 został wybrany na deputowanego do Rady Najwyższej Ukrainy w okręgu Hliboka. Mandat odnowił w marcu 1998 z ramienia Partii Regionalnego Odrodzenia Ukrainy. Przystąpił do frakcji SDPU(O), później zasiadał m.in. w grupie „Solidarność”. Stał na czele podkomisji ds. stosunków międzyetnicznych. Po odejściu z parlamentu w 1998 pełnił m.in. obowiązki prezesa klubu sportowego „Dragosz-Bode” w Czerniowcach. Po raz kolejny posłem został w kwietniu 2006 z ramienia Partii Regionów. Mandat deputowanego utrzymywał w 2007 i 2012.
Od początku lat 90. zaangażowany w działalność społeczności rumuńskiej, obejmował kierownicze stanowiska w organizacjach zrzeszających przedstawicieli tej mniejszości na Ukrainie.

## Odznaczenia
- Krzyż Komandorski Orderu Wiernej Służby (Rumunia, 2000)[1]